# 1987：黎明到來的那一天
《1987：黎明到來的那一天》，是一部2017年12月27日上映的韓國電影。
電影以韓國六月民主運動為背景。講述1987年1月，接受警方調查的一名22歲大學生朴鍾哲（呂珍九飾），在漢城（現首爾）南營洞對共分室受韓國警察偵訊過程中因水刑窒息致死，而直接促成了國家改革，令韓國由軍人獨裁專政之政權轉變成為一個民主國家。

## 演出陣容

### 主要演員
| 演員   | 角色   | 介紹                           | 香港配音 |
| 金倫奭 | 朴處源 | 對共搜查處處長，在片尾被捕入獄 | 馮瀚輝   |
| 河正宇 | 崔桓   | 汉城地方检察院检察官           | 蘇裕邦   |
| 柳海真 | 韓炳龍 | 獄警，妍熙的舅舅               | 梁皓翔   |
| 金泰梨 | 妍熙   | 延世大學新生，韓炳龍的外甥女   | 楊婉潼   |
| 朴喜洵 | 趙漢慶 | 對共搜查處警察，在片尾被捕入獄 | 郭俊廷   |
| 李熙俊 | 尹相參 | 東亞日報社會部記者             | 陳啟熾   |

### 其他人物
| 演員   | 角色   | 介紹 | 香港配音 |
| 呂珍九 | 朴鍾哲 | 國立漢城大學學生，被警方拘捕後扣留在漢城南營洞對共分室，在偵訊過程中遭受嚴刑拷打，最終因遭受水刑窒息致死 | 嚴鎮華   |
| 姜棟元 | 李韓烈 | 延世大學學生，在大學正門參與示威時被警方發射的催淚彈擊中後腦，約1個月後死亡                              | 簡懷甄   |
| 薛耿求 | 金正南 | 反對黨領袖                                                                                               | 陳健豪   |
| 吳達庶 |        | 報社社會部部長                                                                                           |          |
| 高昌錫 |        | 報社社會部部長                                                                                           | 何家裕   |
| 金義聖 | 李富榮 | 東亞日報免職記者                                                                                         | 簡懷甄   |
| 趙宇鎮 | 朴月吉 | 朴鍾哲的叔叔                                                                                             |          |
| 文盛瑾 | 張世東 | 國家安全企劃部部長（韓國情報首長）                                                                       | 何偉誠   |
| 禹賢   | 姜玟昌 | 治安本部長（韓國警察首長）                                                                               | 黃志明   |
| 金鍾洙 | 朴正基 | | 何偉誠   |
| 柳承穆 | 柳課長 | |          |
| 鄭仁基 | 金勝勳 | 天主教正义具现全国司祭团神父                                                                             | 黃志明   |
| 朴慶惠 | 靜美   | 延世大學新生                                                                                             |          |
| 文素利 |        | |          |
| 金秀珍 |        | 妍熙的媽媽                                                                                               | 張惠雯   |

## 評價及反應
本片在韓國電影入口網站均獲得高度評價，NAVER媒體評分為韓國電影年度最高評分8.08分，整體評分為9.28，Daum則高達9.5分。
2018年1月7日，韓國總統文在寅與夫人金正淑在首爾龍山店某影院觀看了此片。文在寅表示自己看完電影深受感動，並認為在韓國六月民主運動中，最讓民主鬥士們困擾的問題是世界是否會因起義而改變。他指出該電影顯示世界雖然不能瞬間產生變化，但是當人們鼓起勇氣並相互合作時，情況將可獲得改變。
中國大陸的影評社交網站豆瓣曾一度收錄此影片，后又將條目刪除。

## 外部連結
- 韩国电影数据库（KMDb）上《1987：黎明到來的那一天》的資料
- 互联网电影数据库（IMDb）上《1987：黎明到來的那一天》的资料（英文）
- 豆瓣电影上《1987：黎明到來的那一天》的資料 （简体中文）
- Enjoy Movie上《1987：逆權公民》的資料